# Trichogramma pratissolii
Trichogramma pratissolii är en stekelart som beskrevs av Querino och Zucchi 2003. Trichogramma pratissolii ingår i släktet Trichogramma och familjen hårstrimsteklar. Inga underarter finns listade i Catalogue of Life.